# 神奈川県公安委員会
神奈川県公安委員会（かながわけんこうあんいいんかい）は、神奈川県警察を管理するため神奈川県知事所轄の下に設置される行政委員会である。5人の委員で組織される。

## 委員
- 委員長
  - 笹野章央（相模原社会福祉協議会会長）
- 委員
  - 外郎藤右衛門（株式会社ういろう代表取締役)
  - 堀本久美子（弁護士）
  - 伊藤弘（元川崎市副市長)
  - 規矩大義（学校法人関東学院理事長)

（2025年8月18日現在）

## 下部組織
- 神奈川県警察